# Арукюла
А́рукюла (эст. Aruküla) — посёлок в волости Раазику уезда Харьюмаа, Эстония.

## География и описание
Расположен в 13 километрах к юго-востоку от Таллина, на перекрёстке местных автодорог и железной дороги Таллин—Тапа—Нарва. Высота над уровнем моря — 52 метра.
Климат — умеренный. Официальный язык — эстонский. Почтовый индекс — 75201.

## Население
По данным переписи населения 2021 года, в Арукюла проживали 2198 человек, из них 2116 (96,5 %) — эстонцы.
По данным переписи населения 2011 года в посёлке насчитывалось 1965 жителей, из них 1871 человек (95,2 %) — эстонцы.
Численность населения посёлка Арукюла:
| Год  | 2000 | 2011   | 2018   | 2019   | 2020   |
| ---- | ---- | ------ | ------ | ------ | ------ |
| Чел. | 1331 | ↗ 1965 | ↗ 2123 | ↘ 2105 | ↗ 2115 |

## История
В письменных источниках Арукюла впервые упомянут в 1291 году (Arenculle). В русских источниках 1913 года населённый пункт упомянут как село Арокюль. В начале 20-го столетия у железной дороги возник небольшой посёлок, а в сосняке Арукюла — небольшой садовый городок (он был спланирован до Первой мировой войны, построен в 1950—1960-е годы). В 1977 году, в период кампании по укрупнению деревень, поселение Арукюла, садовый городок Арукюла и посёлок Арукюла были объединены в единый посёлок Арукюла.

### Восстановление православной церкви Арукюла
После жестокого убийства недалеко от родного дома дочери Эльвиры (26.II.2006) житель Арукюла Юрий Желобецкий начал восстановление в посёлке православной церкви Святой Троицы, принадлежащей Эстонской апостольской православной церкви (стоит в развалинах после Второй мировой войны на перекрёстке дорог Юри—Арукюла и Лагеди—Арукюла—Пенинги). Для этого в 2006 году было организовано недоходное общество. В 2009 году Рихо Вястрик (Riho Västrik) снял посвящённый этой теме документальный фильм «Püha Jüri» («Святой Юрий»), автором идеи и продюсером была жительница Арукюла Илле Раясаар (Ylle Rajasaar). В работе Юрию Желобецкому помогали волонтёры, некоторые недоходные общества, финансовую поддержку оказала также волостная управа Раазику, однако восстановление продолжается уже почти два десятка лет. В декабре 2019 года Желобецкий получил от волости Раазику благодарственное письмо за эту работу.
19 сентября 2023 года глава Константинопольской православной церкви Вселенский Патриарх Варфоломей, находившийся в Эстонии с государственным и пастырским визитом, посетил посёлок Арукюла, освятил церковь Святой Троицы и торжественно открыл дверь её алтаря. Патриарх вместе с сопровождавшими его епископами провёл службу на греческом языке между строительными лесами в реставрируемой церкви и освятил алтарное помещение, строительство которого было завершено в том году.

## Инфраструктура
Образовательные учреждения:
- детский сад «Руккилилль» («Rukkilill» — с эст. Василёк);
- Арукюлаская основная школа;
- Свободная Вальдорфская школа (Aruküla Vaba Waldorfkool), частное учебное заведение, при котором также работает детсад.

Медицинское обслуживание:
- Арукюлаский амбулаторий (центр здоровья);
- кабинет стоматолога;
- аптека.

Учреждения культуры и досуга:
- Арукюлаское культурное общество (Aruküla Kultuuriselts);
- Центр по интересам «Пяэсулинд» (Aruküla Huvialakeskus Pääsulind— с эст. Ласточка), в котором работают музыкальная школа, музыкальные кружки для дошкольников, художественный и драматический кружки;
- библиотека;
- Народный дом (Aruküla Rahvamaja), в котором действует 16 кружков;
- Молодёжный центр (Aruküla Noortekeskus): танцевальный, театральный, творческий и столярный кружки; работает первый в волости Молодёжный совет;
- Семейный центр «Мянникяби» (Aruküla Perekeskus Männikäbi — с эст. Сосновая шишка). Помещения центра предназначены для совместного времяпрепровождения детей и их родителей, в нём имеются детская игровая комната, кухня, большое помещение для семинаров и обучения[24].

Центр здоровья, библиотека и Семейный центр располагаются в одном здании.
Спортивные объекты и спортклубы:
- спортхолл и стадион Арукюла;

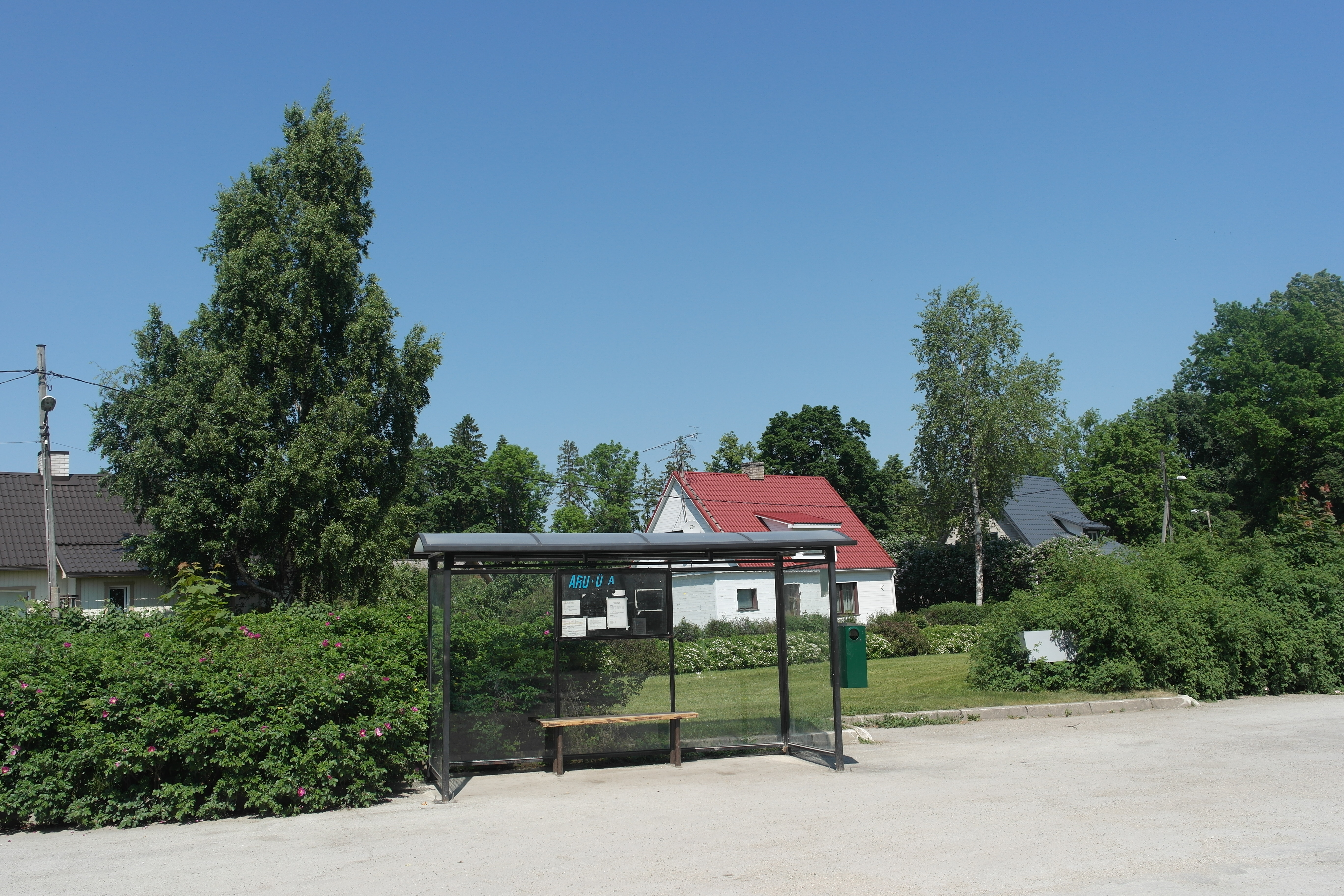
Автобусная остановка Арукюла

- Клуб игр с мячом (Aruküla Pallimängude Klubi);
- Арукюлаский спортклуб Арукюла (Aruküla Spordiklubi) — ручной мяч;
- Aruküla VK — волейбольный спортклуб.

Транспортное обслуживание:
- Арукюла является одним из узловых пунктов волости Раазику, через который проходит железная дорога Таллин—Тапа—Нарва, и у жителей посёлка есть возможность пользоваться пригородными и междугородними поездами предприятия «Elron»,
- в уезде имеется в целом хорошее автобусное сообщение,
- в волости организованы школьные автобусные линии, которыми могут также пользоваться все другие жители волости.

## Достопримечательности

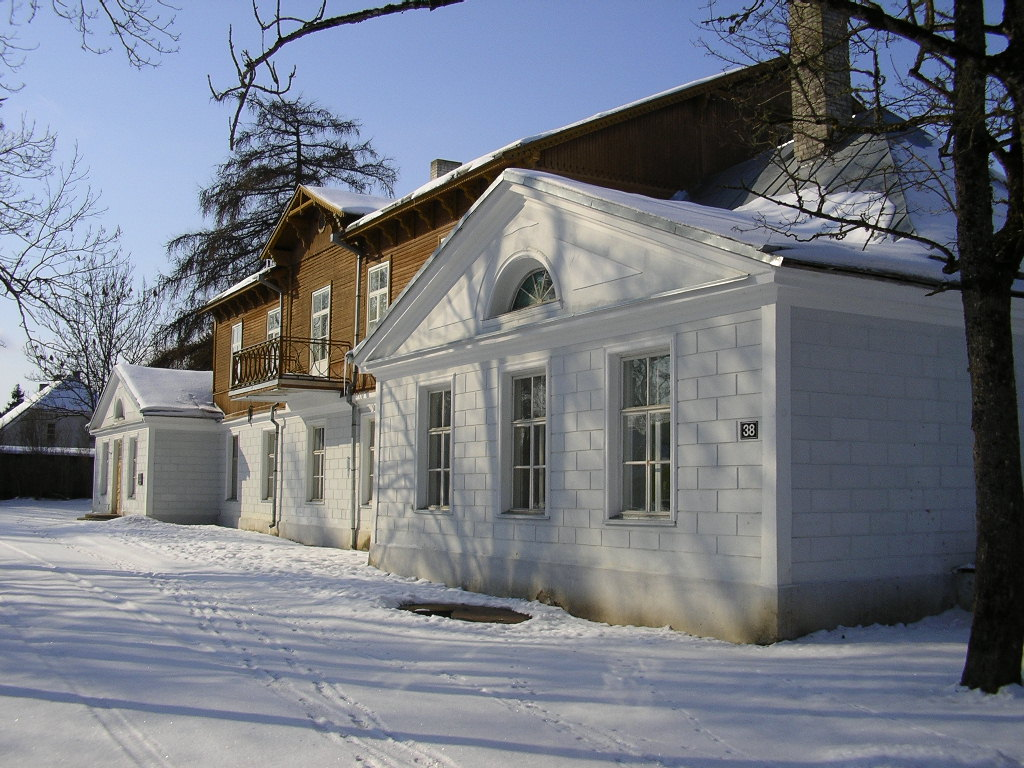
Мыза Аррокюль (Арукюла)

Главные достопримечательности посёлка:
- мыза Арукюла (Аррокюль), владельцами которой с 1766 года и до национализации в 1919 году были члены дворянского семейства фон Баранофф. Главное одноэтажное длинное каменное здание мызы (господский особняк) в стиле классицизма построено в 1820-х годах. Сохранились некоторые хозяйственные мызные постройки, в том числе амбар и конюшня (частично перестроенные). C 1992 года в главном здании, принадлежащем волости Раазику, работает Свободная Вальдорфская школа[27];
- мыза Пикавере (Пикфер), впервые упомянута в 1446 году. Сменила множество владельцев. Последним владельцем мызы было семейство фон Таубе. Одноэтажное каменное главное здание мызы в стиле классицизма построено в начале 19-го столетия. В 1939–1940 годах оно было основательно перестроено под нужды школы, которая работает до настоящего времени[28][29];
- церковь Харью-Яани;
- ледниковый валун Арукюла или Камень Хеллама, охват 34,4 метра, высота 6,2 метра, по объёму (360 м³) шестой наземный валун в Эстонии, природоохранный объект[30];
- сосняк Арукюла.

## Известные уроженцы
В Арукюла родился художник Андрей Афанасьевич Егоров (1878—1954), заслуженный деятель искусств Эстонской ССР, основатель Эстонского общества глухих. Учился в Санкт-Петербургской школе слепо-глухонемых и закончил Петербургскую академию художеств. Общался на языке жестов и умел писать на трёх языках: русском, эстонском и английском.

## Галерея

Посёлок Арукюла
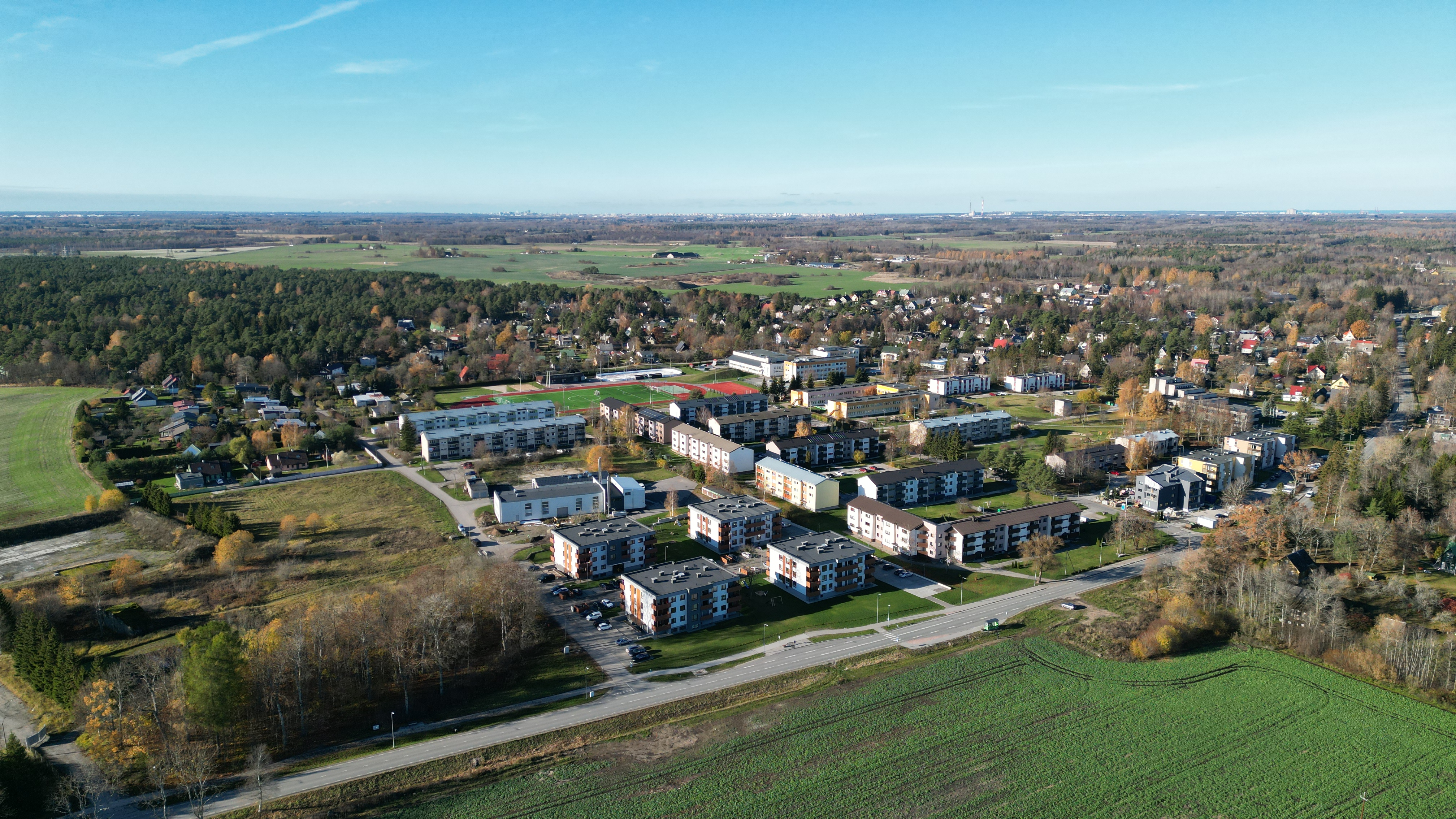
Вид на посёлок
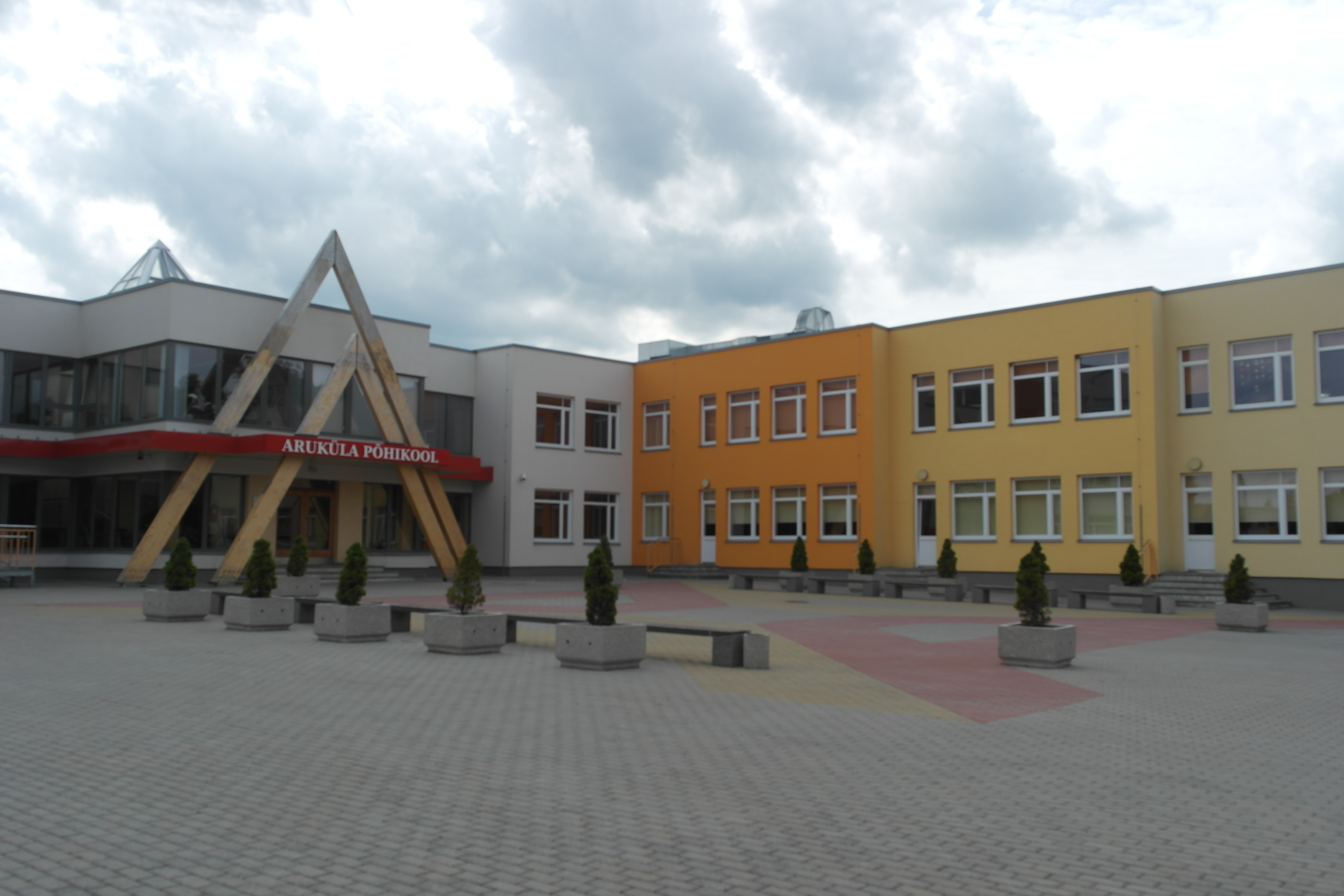
Основная школа
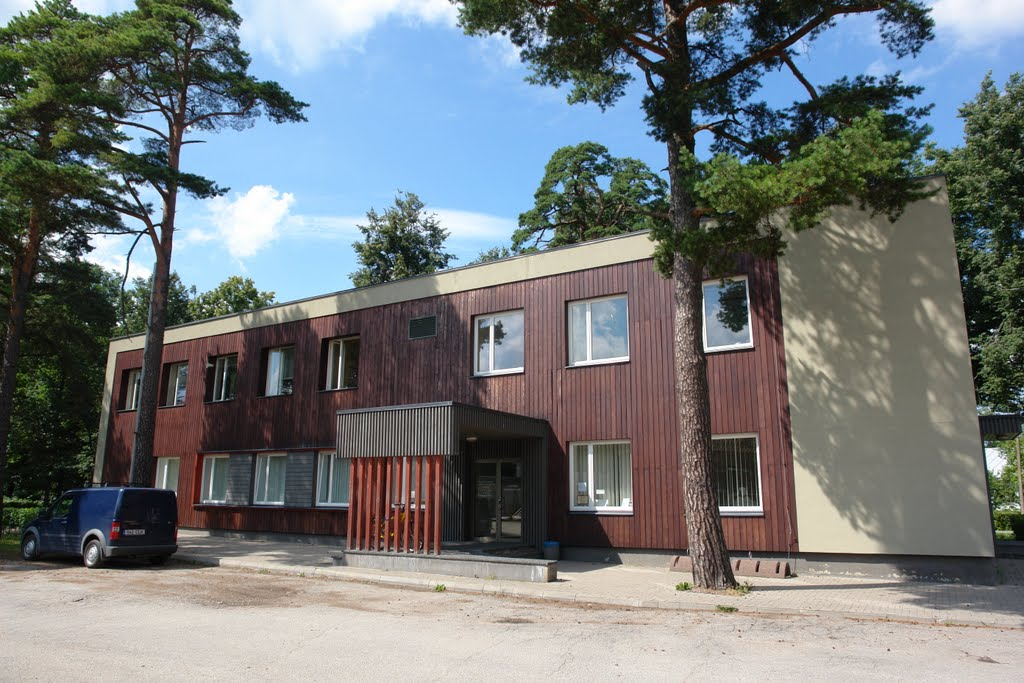
Центр здоровья, аптека и библиотека
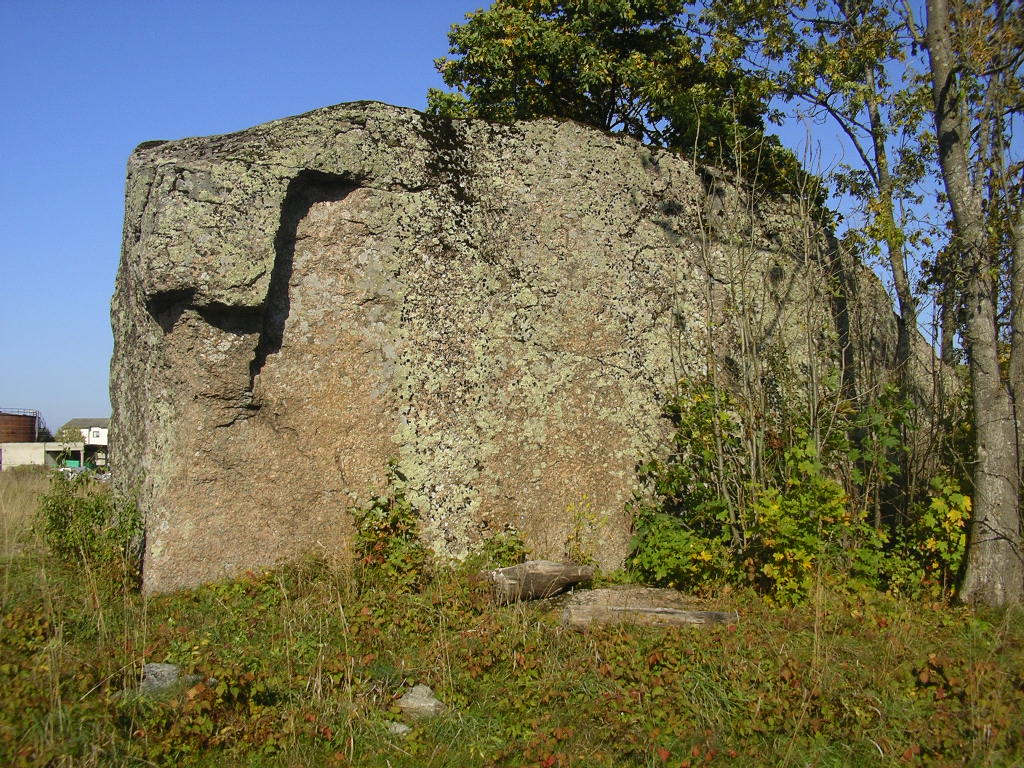
Ледниковый валун Арукюла
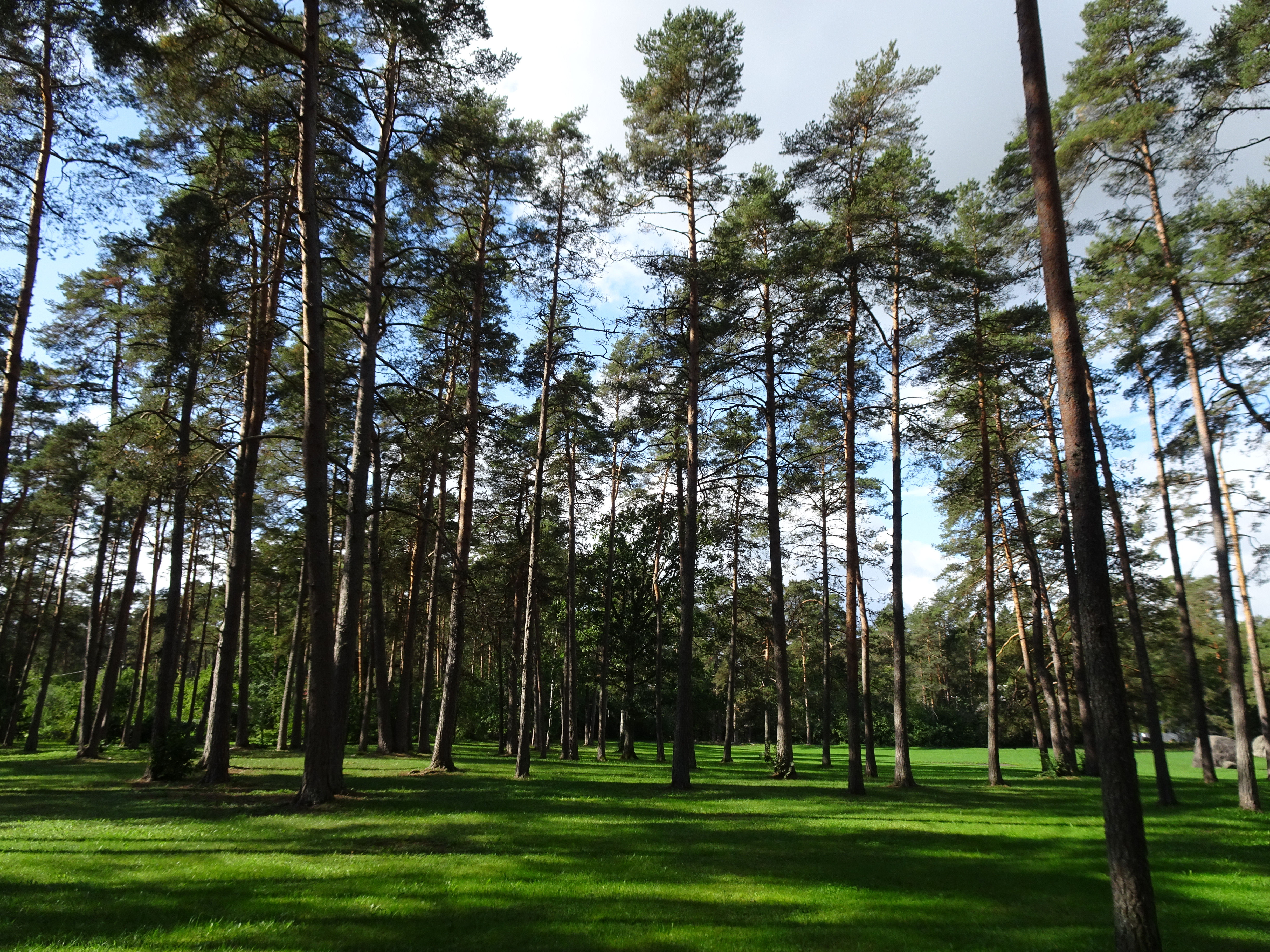
Сосняк Арукюла

## Комментарии
1. ↑  Эстонские топонимы, оканчивающиеся на -а, не склоняются и не имеют женского рода (исключение — Нарва)[9].